# Ophioplocus imbricatus
Ophioplocus imbricatus är en ormstjärneart som först beskrevs av Müller och Franz Hermann Troschel 1842.  Ophioplocus imbricatus ingår i släktet Ophioplocus och familjen Ophiolepididae. Inga underarter finns listade i Catalogue of Life.